# Опять двойка (картина)
«Опять двойка» — картина художника Фёдора Решетникова, созданная в 1952 году.
Хранится в Третьяковской галерее. Ранняя авторская версия картины находится в собрании фонда Art Russe, основанного А. В. Филатовым.
Благодаря близости сюжета к реалиям ученической жизни картина использовалась в школьной программе СССР; так, в рамках программы по изобразительному искусству учеников знакомили с ней как с образцом жанра бытовой живописи, а в программе по русскому языку в разделе «Развитие устной и письменной речи» предполагалось написание сочинения по данной картине. Произведение было хорошо знакомо советской публике. Его репродукция до сих пор включается в учебники русского языка.
«Опять двойка» — вторая часть художественной трилогии Решетникова, её первая часть — «Прибыл на каникулы» (1948), на которой представлен бравый суворовец, приехавший домой на зимние каникулы, а третья — «Переэкзаменовка» (1954), которая не приобрела такой известности, как первые две, поскольку находилась в частном владении, а затем была вывезена в США, где хранилась у торговца предметами искусства во Флориде; позже её выкупил на аукционе и возвратил в Россию российский арт-фонд семьи Филатовых, ныне — фонд Art Russe.
Примечательно, что в интерьере комнаты, изображённой на картине «Опять двойка», слева виден отрывной календарь, прикреплённый к картонному панно, на котором воспроизведена репродукция более раннего полотна «Прибыл на каникулы», а в левом углу «Переэкзаменовки» на стене висит репродукция картины «Опять двойка».

## Интересные детали
- Композиция картины, образованная расположением фигур, представляет собой треугольник. Его вершина приходится на висящую в комнате репродукцию более раннего произведения художника «Прибыл на каникулы», воспроизведённую на картонке, к которой прикреплён отрывной календарь. С помощью этой говорящей детали Решетников показывает положительный типаж, к которому должен стремиться главный герой картины.
- По мотивам сюжета картины был создан одноимённый эпизод 124-й серии детского юмористического киножурнала «Ералаш». Также это произведение показано в одноимённом мультфильме из цикла «Приключения Мурзилки», где мальчика зовут Колей.
- Сюжет картины «Опять двойка» повторяет сюжет картины «Провалился» 1885 г. художника Дмитрия Жукова (1841—1903). При всей похожести картин они совершенно разные. На досоветской картине неудача гимназиста показана как общий крах, ведь он старший мужчина в семье. На советской картине мы видим лодыря и неудачника, которого осуждает старшая сестра, явно прилежная ученица, над ним смеётся младший брат.
- Другим прототипом картины является картина А. М. Корина «Опять провалился» (1891), где главный герой тоже старше юного двоечника, изображённого Решетниковым.
- Изначально Решетников собирался написать картину «Опять пятёрка» с мажорным сюжетом, но после посещения урока пришёл к выводу, что реакция на неудачу более выразительна[4].
- Для главного персонажа позировал сын известного художника Густава Клуциса, репрессированного и расстрелянного в 1938 году[5]. Семья Клуциса жила по соседству с Решетниковым, в том же доме, и после ареста они поменялись квартирами. На картине изображена бывшая квартира Клуциса.
- По словам знавших Решетникова, собаку на картине написал А. А. Пластов.